# Наукова періодика України
Наукова періодика України — перший український проект вільного доступу до наукової періодики, депозитарій електронних копій журналів і збірників наукових праць України, створений на базі Національної наукової бібліотеки. За п'ять років у період з 2014 до 2018 року користувачі завантажили з нього понад 100 млн повних текстів наукових статей.

## Загальний опис
Проект розпочався у 2009 році на виконання Закону України «Про Основні засади розвитку інформаційного суспільства в Україні на 2007—2015 роки» та спільного Наказу ВАК України та НАН України «Про затвердження Порядку передавання електронних копій періодичних друкованих наукових фахових видань на зберігання до Національної бібліотеки України імені В. І. Вернадського».
Згідно з наказом Міністерства освіти і науки України від 17 жовтня 2012 року № 1111 затверджено «Порядок формування Переліку наукових фахових видань України», відповідно до якого електронні копії наукових фахових видань мають обов'язково розміщуватися у «Наукова періодика України».
Репозитарій надає таку інформацію:
- загальні відомості про наукову періодику (назва й тип видання, рік заснування журналу, його проблематика, періодичність, ISSN, мова видання, засновники, головний редактор і редколегія, адреса редакції)
- зміст журналів
- повні тексти статей
- довідкова інформація про членів редколегій періодичних видань і їхніх засновників через гіпертекстові посилання на зібрання «Наукові біографії вчених, діячів науки та техніки України» й «Наукові установи України»

Основним пошуковим засобом у репозитарії є Google Custom Search («користувацький пошук»), що забезпечує повнотекстовий пошук у межах зібрання електронних копій наукової періодики України шляхом уведення відповідних термінів у «вікно» пошуку Google, розміщене на головній вебсторінці репозитарію. Пошуковий інструментарій дає змогу проводити уточнений пошук у межах тематичних розділів «Фізико-технічні науки», «Хімікобіологічні науки», «Соціогуманітарні науки».
Деякі наукові журнали з'являються на порталі «Наукова періодика України» зі значним запізненням, представлені неглибоким архівом або поодинокими номерами.
У липні 2019 року НБУВ повідомила, що обсяг електронної бібліотеки «Наукова періодика України» перевищив 1 млн повних текстів наукових статей, а загальний обсяг становив 2708 журналів, 38 851 окремих їх випусків та 1 000 430 статей.